# Финикс
Вижте пояснителната страница за други значения на Финикс.
Финикс (на английски: Phoenix, в превод „феникс“) е столицата на американския щат Аризона. Финикс е и окръжен център на окръг Марикопа. Населението на Финикс към 2010 г. е 1 445 632 жители, което го нарежда на пето място в САЩ по брой жители. В съседство на Финикс на изток се намира и град Скотсдейл. На 188 km на югоизток от Финикс се намира и вторият по големина град в щата, Тусон. Финикс се намира на североизток от пустинята Сонора, климатът е горещ пустинен. Един от най-известните арт музеи в САЩ се намира във Финикс. Там е и една от най-големите зоологически градини в САЩ.

## История
В продължение на повече от 2000 г. народът хохокам населява земите, които днес са заети от Финикс. Хохокам създават напоителни канали с обща дължина от около 215 km, правейки пустинната земя годна за обработване. Тези канали по-късно се превръщат в съвременни по-сложни канали. Смята се, че периоди на засушаване и тежки наводнения между 1300 и 1450 г. принуждават хохокамската цивилизация да изостави района.
След заминаването на хохокам, групи от пима, папаго, марикопа, явапай и апачи започват да използват района. Те отглеждат различни местни култури и ловуват диви животни.
Когато Мексиканско-американската война свършва през 1848 г., Мексико преотстъпва северните си райони на САЩ. Земите около Финикс стават част от територията Ню Мексико. През 1863 г. миньорският град Уикънбърг става първият основан в района, намиращ се на северозапад от днешен Финикс.
Историята на Финикс започва с Джак Суилинг, конфедеративен ветеран от Гражданската война. През 1867 г., докато пътува през долината на река Солт, той вижда потенциал за селско стопанство. Той образува малко общество през същата година на около 6 километра източно от сегашния град. Лорд Дарел Дупа, един от първоначалните заселници в групата на Суилинг, предлага името Финикс („Феникс“), тъй като описва град, възкръснал от останките на бивша цивилизация. Градът е официално включен в регистъра на 4 май 1868 г., а първата пощенска служба е основана на следващия месец.
Градът се разраства през 1870-те години, а президентът Юлисис Грант отдава земя за землището Финикс на 10 април 1874 г. Към 1875 г. градът вече разполага с телеграфна служба, 16 кръчми и 4 бални зали. Към 1880 г. населението на града е нараснало на 2453 души.
През 1880-те години през долината на града е прекарана железница, което е първият от няколко ключови фактора, променили икономиката на Финикс. Градът става център на търговия, а продукцията му достига както западното, така и източното крайбрежие.
На 14 февруари 1912 г. Финикс става щатска столица, когато Аризона е приета в Съюза като 48-и щат. С това разрастването на Финикс се ускорява допълнително, като населението му осем години по-късно вече достига 29 053 души. През 1920 г. във Финикс е построен първият му небостъргач. Към 1930-те години населението на Финикс се е удвоило и града, заедно с околностите, започват да се наричат „Долина на Слънцето“ (на английски: The Valley of the Sun) с цел да се рекламира района сред туристите.
През Втората световна война икономиката на града се променя и той става център за разпределение и започва да произвежда военни доставки. По това време градът разполага с три военни летища и два лагера за обучение на пилоти.
След края на войната много от мъжете, преминали военното си обучение в Аризона, се връщат със семействата си. Научавайки за този голям и неизползван извор на работна ръка, много големи промишлености започват да преместват предприятията си в района. През 1948 г. Моторола избира Финикс за място, където да изследва и развива военната си електроника. Виждайки същите предимства като Моторола, други технологични компании като Интел и McDonnell Douglas също се местят в долината и започват производство.
Към 1950 г. населението на града вече е 105 000 души, а хиляди други населяват околните селища. Огромният растеж в следвоенните години бива допълнително ускорен от въвеждането на климатици, които позволяват на домовете и предприятията да се справя с изключителни жеги в града по време на дългите лета. Само през 1959 г. във Финикс има повече строежи, отколкото в периода от 1914 до 1946 г. Както и при други растящи американски градове, растежът на Финикс не е равномерен – той протича основно в северните части на града, които се населяват почти изцяло от бели хора.
През 1960-те години се построяват още много сгради, градът се разраства, населението расте и все повече компании се възползват от трудовата ръка в града. През 1968 г. президентът Линдън Джонсън одобрява Централноаризонския проект, който осигурява бъдещи водни запаси за Финикс, Тусон и селскостопанския коридор помежду им. На следващата година папа Павел VI създава диоцез Финикс. През 1970-те години центърът на града вижда оживяване и високи нива на строителство. През 1972 г. е построен небостъргача Чейс Тауър, който е и най-високата сграда в Аризона. През 1985 г. близо до Финикс заработва АЕЦ Пало Верде, която е най-голямата американска атомна електроцентрала.
Финикс държи високи нива на прираст през последните години и втората най-бързо растяща метрополна зона в САЩ след Лас Вегас. През 2008 г. Финикс е тежко ударен от ипотечната криза в САЩ и към 2009 г. средната цена на жилище е 150 000 долара, което е спад от 262 000 долара към 2007 г.

## География
Финикс е разположен в югозападната част на САЩ, в южно-централната част на Аризона, по средата между Тусон и Флагстаф. Намира се на 290 km северно от мексиканската граница. Метрополният район е известен като „Долината на Слънцето“. Разположен е средно на 331 m надморска височина в северните покрайнини на пустинята Сонора.
Освен планините около града, топографията на Финикс е като цяло равнинна. Площта на града е 1341 km2, от които 0,6 km2 са вода. Макар да е петият най-населен град в САЩ, голямата му площ му придава сравнително малка гъстота на населението. Финикс не използва лятно часово време, както и по-голямата част от Аризона.

## Население
Финикс е шестият най-населен град в САЩ към 2010 г. с население от 1 445 632 души. Това го прави и най-населената столица на американски щат. Според оценки на населението от 2016 г. Финикс се нарежда на пето място по население в САЩ с 1 615 017 души, задминавайки Филаделфия.
| Расов състав              | 1940  | 1970  | 1990  | 2010  |
| ------------------------- | ----- | ----- | ----- | ----- |
| Бели (вкл. бели латиноси) | 92,3% | 93,3% | 81,7% | 65,9% |
| Негри                     | 6,5%  | 4,8%  | 5,2%  | 6,5%  |
| Латиноси                  | –     | 12,7% | 20,0% | 40,8% |
| Азиатци                   | 0,8%  | 0,5%  | 1,7%  | 3,2%  |
| Бели (без бели латиноси)  | –     | 81,3% | 71,8% | 46,5% |

| 1870   | 1880    | 1890    | 1900    | 1910    | 1920    | 1930      |
| ------ | ------- | ------- | ------- | ------- | ------- | --------- |
| 240    | 1708    | 3152    | 5544    | 11 314  | 29 053  | 48 118    |
| 1940   | 1950    | 1960    | 1970    | 1980    | 1990    | 2000      |
| 65 414 | 106 818 | 439 170 | 581 572 | 789 704 | 983 403 | 1 321 045 |

Към 2010 г. 20,6% от населението на града е било родено на друго място. 63,5% от населението говорят само английски, а 30,6% говорят испански вкъщи. Най-разпространените етнически потекла са: мексикански (35,9%), немски (15,3%), ирландски (10,3%), английски (9,4%), африкански (9,4%), италиански (4,5%), френски (2,7%), полски (2,5%), индийски (2,2%) и шотландски (2%).
По данни от 2014 г., около 66% от населението изповядва християнство, докато 26% не са вярващи. Около 7% приспадат на други религии. Сред християните най-много последователи имат католицизма и евангелизма.

## Климат
Финикс има горещ пустинен климат, който е типичен за пустинята Сонора. характеризира се с дълги и много горещи лета и топли зими. Финикс е един от най-слънчевите градове на света, получавайки средно 3872 часа слънчева светлина годишно. От друга страна, валежите са оскъдни – 204 m средногодишно. Най-сухият месец е юни, а най-влажният е юли.
| Климатични данни за Финикс            | Климатични данни за Финикс | Климатични данни за Финикс | Климатични данни за Финикс | Климатични данни за Финикс | Климатични данни за Финикс | Климатични данни за Финикс | Климатични данни за Финикс | Климатични данни за Финикс | Климатични данни за Финикс | Климатични данни за Финикс | Климатични данни за Финикс | Климатични данни за Финикс | Климатични данни за Финикс |
| Месеци                                | яну.                       | фев.                       | март                       | апр.                       | май                        | юни                        | юли                        | авг.                       | сеп.                       | окт.                       | ное.                       | дек.                       | Годишно                    |
| Абсолютни максимални температури (°C) | 31                         | 33                         | 38                         | 41                         | 46                         | 50                         | 49                         | 47                         | 47                         | 42                         | 36                         | 31                         | 50                         |
| Средни максимални температури (°C)    | 19,6                       | 21,5                       | 24,9                       | 29,6                       | 34,9                       | 39,9                       | 41,2                       | 40,2                       | 37,7                       | 31,4                       | 24,2                       | 18,9                       | 30,3                       |
| Средни температури (°C)               | 13,6                       | 15,4                       | 18,4                       | 22,6                       | 27,8                       | 32,7                       | 34,9                       | 34,2                       | 31,3                       | 24,8                       | 17,8                       | 13                         | 23,9                       |
| Средни минимални температури (°C)     | 7,6                        | 9,3                        | 11,9                       | 15,7                       | 20,8                       | 25,4                       | 28,6                       | 28,2                       | 24,9                       | 18,2                       | 11,5                       | 7,1                        | 17,4                       |
| Абсолютни минимални температури (°C)  | −9                         | −4                         | −4                         | 2                          | 4                          | 9                          | 17                         | 14                         | 8                          | 1                          | −3                         | −6                         | −9                         |
| Средни месечни валежи (mm)            | 23,1                       | 23,4                       | 25,1                       | 7,1                        | 2,8                        | 0,5                        | 26,7                       | 25,4                       | 16,3                       | 14,7                       | 16,5                       | 22,4                       | 204                        |
| Средно количество слънчеви часове     | 256.0                      | 257.2                      | 318.4                      | 353.6                      | 401.0                      | 407.8                      | 378.5                      | 360.8                      | 328.6                      | 308.9                      | 256.0                      | 244.8                      | 3872                       |
| ------------------------------------- | -------------------------- | -------------------------- | -------------------------- | -------------------------- | -------------------------- | -------------------------- | -------------------------- | -------------------------- | -------------------------- | -------------------------- | -------------------------- | -------------------------- | -------------------------- |
| Източник: NOAA                        |                            |                            |                            |                            |                            |                            |                            |                            |                            |                            |                            |                            |                            |

## Икономика
В началото икономиката на Финикс е фокусирана основно върху селското стопанство и природните ресурси. Със създаването на Южната тихоокеанска железопътна линия до през 1926 г. и построяването на летище градът става по-достъпен. Голямата депресия го засяга, но Финикс има разнообразна икономика и към 1934 г. вече се възстановява. След края на Втората световна война икономиката и строителството в долината започват да се развиват с много бързи темпове. С настъпването на финансовата криза през 2007 – 2010 г. строителството във Финикс спира, а цените на имотите се сгромолясват.
Отраслите, донасящи най-много печалби на града са (в низходящ ред): недвижима собственост, финансови услуги, производство, търговия на дребно и здравеопазване. Ако управлението беше частна индустрия, то тя би заемала трето място в списъка. Градът е податлив на презастрояване във времена на икономически просперитет. Към януари 2016 г. 10,5% от работната сила в града е на държавна служба. Нивото на безработица е 4,6%. Около Финикс има значително военно присъствие.

## Известни личности
Родени във Финикс
- Близначки Бела, професионални кечистки
- Честър Бенингтън (1976 – 2017), вокалист на Линкин Парк
- Алектра Блу (р. 1983), порнографска актриса
- Бари Голдуотър (1909 – 1998), политик
- Сара Дън (р. 1969), писателка и сценаристка
- Челси Кейн (р. 1988), актриса и певица
- Холи Майкълс (р. 1990), порнографска актриса
- Тифани Мейсън (р. 1982), порнографска актриса
- Стивън Смит (р. 1958), инженер и астронавт
- Лиз Тейлър (р. 1990), порнографска актриса
- Опал Томети (р. 1984), общественичка
- Джордж Фолмър (р. 1934), пилот от Формула 1
- Еди Чийвър (р. 1958), пилот от Формула 1

Починали във Финикс
- Шарл Боайе (1897 – 1978), френски актьор
- Бил Дана (1930 – 2014), летец
- Милтън Ериксън (1901 – 1980), психиатър
- Франк Лойд Райт (1867 – 1959), архитект и интериорен дизайнер

## Побратимени градове
- Чънду, Китай